# Річки Белізу

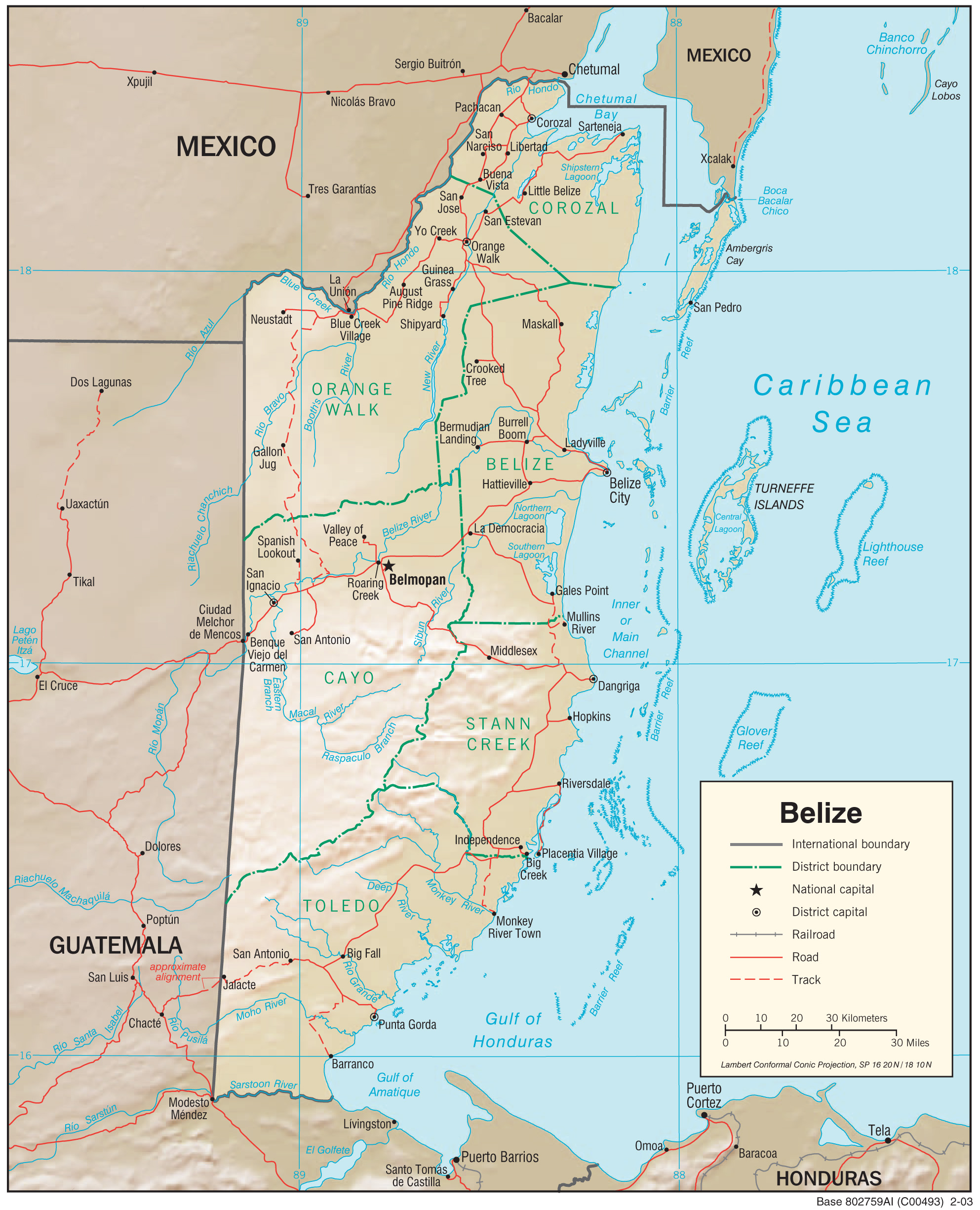
Карта річок Белізу

Річки Белізу — річки, що протікають повністю або частково по території Белізу. Їхні витоки розташовані як в межах країни так і у сусідній Гватемалі. Басейни багатьох річок також частково захоплюють території сусідніх країн — Гватемали і Мексики.

## Басейни
Гідрологія Белізу — це 30 великих річкових басейнів, що стікають до Карибського моря.

## Річки Белізу (за округами)
Територія Белізу густо помережена річками та струмками, які стікають з Юкатанської платформи до Карибського моря.

### Річки округу Коросоль
Територією округу протікає чимало річок, потоків, струмків, лише з десяток, мають довжину більше 5-7 кілометрів, зокрема:
| - Ріо-Ондо (Río Hondo); - Ріо-Нуево (Rio Nuevo; - Фрешвотер(Freshwater Creek); - Грантс Крік (Grants Creek) ; - Грантс Крік (Grants Creek); | - Джон Пайлес Крік (John Piles Creek); - Пемброк Холл Бранч (Pembroke Hall Branch); - Сан-Хуан Канал (San Juan Canal); - Сатедей Крік (Saturday Creek); - Сторроч Крік (Storroch Creek); - Варрей Крік (Warrie Creek); |